# Halvtimme
Halvtimme är en tidsperiod på 30 minuter, vilket är detsamma som en halv timme.